# Wolfgang Uhl (Schauspieler)
Wolfgang Uhl (* 21. März 1944 in Wien) ist ein österreichischer Schauspieler.

## Leben
Uhl absolvierte nach dem Gymnasium in Graz das Mozarteum in Salzburg und schloss seine Schauspielausbildung dort 1968 ab. Seine Theaterstationen waren die Bühnen der Stadt Bielefeld, das Stadttheater Bern, das Landestheater Schwaben in Memmingen, das ETA Hoffmann Theater in Bamberg und das Stadttheater Gießen. Von 1976 bis 1980 stand er am Stadttheater Augsburg unter Vertrag. An verschiedenen Theatern gab er Gastspiele.
Zu seinen Rollen gehörten die Titelfigur in Hamlet, Gyges in Gyges und sein Ring, Oreste in Die Fliegen, die Titelfigur in Torquato Tasso, Student in Der Kirschgarten, Philippe in Der Menschenfeind, Leonce in Leonce und Lena, Gregers Werle in Die Wildente, Mephisto in Faust und Saint-Just in Dantons Tod.

## Filmografie
- 1969: Der Talisman
- 1985: Mütter und Töchter
- 1988: Derrick: Fliegender Vogel
- 1988: Jack Clementi – Anruf genügt...: Der Tod fährt Achterbahn
- 1988: Tatort: Gebrochene Blüten
- 1991: Tatort: Wer zweimal stirbt
- 1993: Morlock: Kinderkram